# Odontomachus davidsoni
Odontomachus davidsoni es una especie de hormiga del género Odontomachus, familia Formicidae. Fue descrita científicamente por Hoenle et al. en 2020.
Se distribuye por Ecuador.